# Polly and Marie
Pour plus de détails, voir Fiche technique et Distribution.
Polly and Marie est un téléfilm américain réalisé par Ian Truitner, sorti en 2007. Il met en vedettes dans les rôles principaux Victoria Rowell, Kel Mitchell et Dimitri Lekkos.

## Synopsis
Le film traite des relations polyamoureuses entre couples.

## Distribution
- Victoria Rowell : Rebecca McCaw
- Kel Mitchell : Kevin
- Dimitri Lekkos : Scott McCaw
- Terrence 'T.C.' Carson : Bartholomew
- Beth Grant : Bell
- Natalie Raitano : Faith Carter
- Isaac C. Singleton Jr. : Kelly Richaurd
- Ivo Cutzarida : Ernesto
- Daphne Reid : Judge Landers
- Kim Daniela : Girl in big bed
- Jack Merrill : Jackson
- Noush Skaugen : Bad Blind Date
- Denise Vaughn : Gillian
- Emilio Wright : Alex Garcia Washington[1]

## Production
Le tournage a eu lieu à Los Angeles, en Californie, aux États-Unis.